# Свердлов, Лазарь Маркович
Ла́зарь Ма́твеевич Свердло́в (1926, Саратов — 1986) — российский физик.
Окончил физический факультет Саратовского государственного университета (1948). Кандидатская диссертация (1952, колебательные спектры соединений, содержащих карбонильную группу). Свердлов сформулировал так называемое правило сумм: если систему изотопомеров можно разбить на две группы так, чтобы в группах было по одинаковому числу эквивалентных атомов каждого типа, то сумма квадратов частот колебаний во всех молекулах одной группы равна соответствующей сумме другой группы. Свердлов также установил ряд других, более сложных соотношений между частотами колебаний изотопомеров. Они детально изложены в книге. В этом научном труде подведены итоги многолетних исследований автора и его коллег по колебательным спектрам многоатомных молекул. Книга издана в России, США, Израиле и других странах.
С 1968 по 1983 гг. Свердлов заведовал кафедрой физики Саратовского политехнического института. Результаты исследований приведены в научной работе. Саратов стал крупным исследовательским центром по изучению колебательных спектров многоатомных молекул.